# Himi Yama
Himi Yama (von japanisch ひみ山 ‚Gletschersichthügel‘) ist ein 142,5 m hoher und abgerundeter Hügel an der Prinz-Harald-Küste des ostantarktischen Königin-Maud-Lands. Er ragt am südöstlichen Ausläufer der Hügelgruppe Skallen auf.
Norwegische Kartographen kartierten ihn anhand von Luftaufnahmen der Lars-Christensen-Expedition 1936/37. Japanische Wissenschaftler, die ihn auch benannten, nahmen anhand von Luftaufnahmen und Vermessungen einer japanischen Antarktisexpedition aus dem Jahr 1969 eine präzisierte Kartierung vor.